# توریی
توریی (به ایتالیایی: Thurii) یک شهر در ایتالیا است که در Sibari واقع شده‌است.